# Epidemas obscura
Epidemas obscura är en fjärilsart som beskrevs av Smith 1903. Epidemas obscura ingår i släktet Epidemas och familjen nattflyn. Inga underarter finns listade i Catalogue of Life.